# 윤찬 (야구 선수)
윤찬(尹燦, 1967년 10월 17일 ~ )은  전 KBO 리그 LG 트윈스의 내야수이다.

## 출신 학교
- 미국 밥티스트대